# Okřehek hrbatý
Okřehek hrbatý (Lemna gibba) je druh jednoděložné rostliny z čeledi árónovité (Araceae). Starší systémy ho řadí do samostatné čeledi okřehkovité (Lemnaceae).

## Popis
Jedná se o extrémně redukovanou vodní rostlinu, která je volně plovoucí na hladině, je víceméně jednoletá (alespoň v mírném a chladném pásu), jednodomá s jednopohlavnými květy. Celá lodyha má „stélkovitý tvar“, „stélka“ je drobná, cca 2-5 mm v průměru, obvejčitá až okrouhlá. Listy zcela chybí, někteří autoři považují „stélku“ za list. Kořeny jsou přítomny, na každou „stélku“ připadá jen 1 kořen. Tím se liší od závitky mnohokořenné, u které připadá na 1 "lístek" 7-21 kořenů. "Lístky" jsou zpočátku zelené, ale později získávají trochu načervenalou barvu. "Lístek je na rozdíl od okřehku menšího na spodní straně výrazně vypouklý (nápadný je tento znak hlavně přes léto). Vegetativní rozmnožování vysoce převažuje nad pohlavním a rostliny vytvářejí rozsáhlé kolonie, okřehek hrbatý kvete jen vzácně. Květy jsou v redukovaných květenstvích obsahujících většinou 3 květy, květenství je uzavřeno v drobném toulcovitém membránovitém listenu. Okvětí chybí. Samčích květy jsou v květenství většinou 2 a jsou redukované na 1 tyčinku. Samičí květ redukován na gyneceum, které je zdánlivě složené z 1 plodolistu, zdánlivě monomerické (snad by mohlo být interpretováno jako pseudomonomerické), semeník je svrchní. Plod je suchý, nepukavý měchýřek, obsahující 1-5 semen.

## Rozšíření ve světě
Okřehek hrbatý je rozšířen na vhodných lokalitách v Evropě, části Asie, v Africe, v Severní a Jižní Americe, Mexiku, v Austrálii a na Novém Zélandu, v některých oblastech však jen adventivně.

## Rozšíření v Česku
V ČR roste poměrně často v teplejších oblastech od nížin po pahorkatiny, v chladných oblastech je vzácný nebo chybí. Často vytváří monodominantní společenstva, kdy okřehek hrbatý pokrývá (někdy spolu s dalšími okřehkovitými) celou vodní hladinu. Vyhovují mu eutrofní vody, kterých je dnes v nižších polohách ČR dostatek. Společenstvo s dominancí okřehku hrbatého je popisováno jako as. Lemnetum gibbae Miyawaki et J. Tüxen 1960 ze sv. Lemnion minoris Tüxen 1955. Hojný však může být i v dalších společenstvech vodních rostlin.

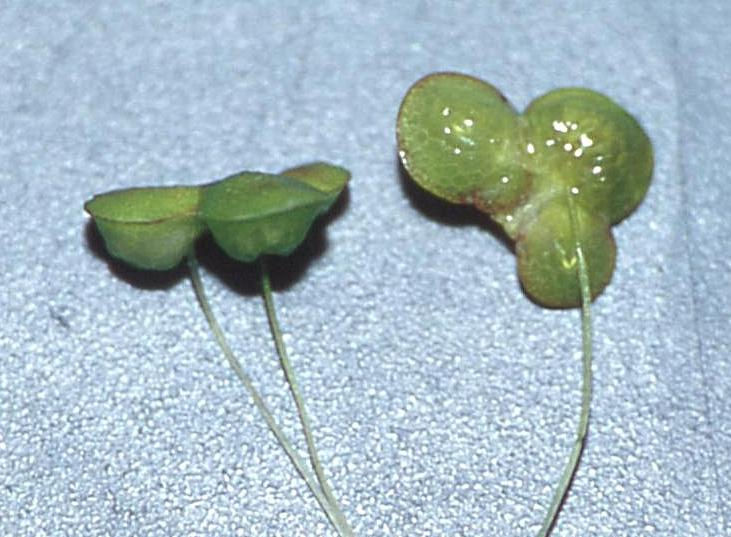
Detail rostlinek